# Carl Schmitt

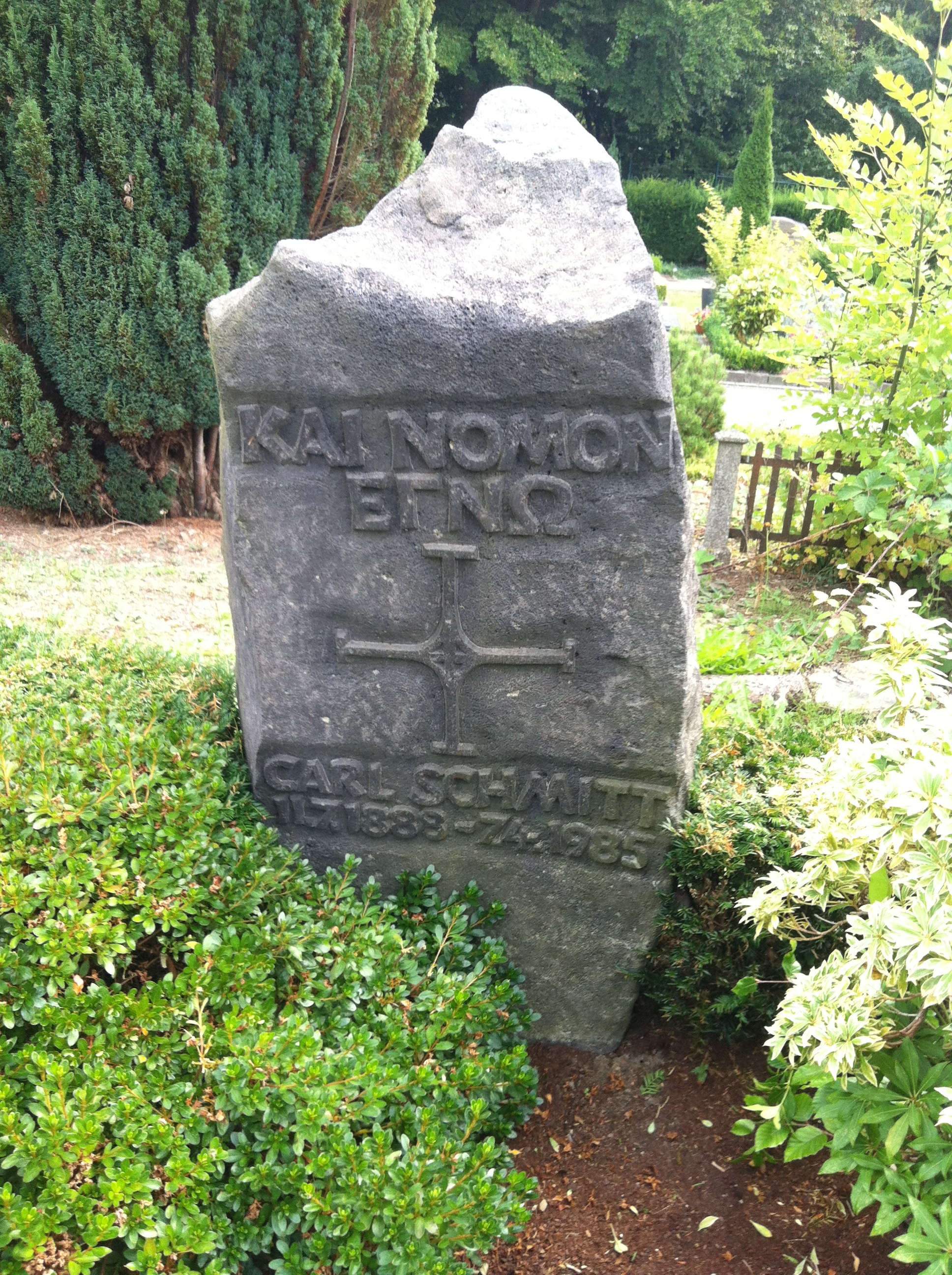
Grób Carla Schmitta

Carl Schmitt (ur. 11 lipca 1888 w Plettenbergu, zm. 7 kwietnia 1985 w Plettenberg-Pasel) – niemiecki prawnik, konstytucjonalista i politolog, specjalista w zakresie nauk o państwie i prawa międzynarodowego, filozof społeczny i teoretyk prawa, teoretyk państwa autorytarnego, zwolennik decyzjonizmu, współtwórca tzw. teologii politycznej.
W latach 1933–1945 członek NSDAP.

## Życie

### Młodość
Schmitt urodził się 11 lipca 1888 jako syn katolickiego przedsiębiorcy w Plettenbergu w Westfalii; studiował prawo w Berlinie, Monachium i Strasburgu. Studia zakończył egzaminem państwowym w 1915 w – niemieckim wtedy – Strasburgu. W 1916 zgłosił się na ochotnika do służby wojskowej. W tym samym roku poślubił swoją pierwszą żonę – Serbkę – Pavlę Dorotić. Rozwiedli się w 1924. W 1925 poślubił drugą żonę: Duškę Todorović, także Serbkę; mieli jedną córkę imieniem Anima (1931–1983).

### Okres pruski
Schmitt habilitował się w 1916 w Strasburgu. W 1921 został powołany na katedrę prawa publicznego na uniwersytecie w Greifswaldzie, w 1922 objął stanowisko profesora na Uniwersytecie Fryderyka Wilhelma w Bonn, następnie w 1926 objął katedrę prawa po Hugonie Preussie w berlińskiej Wyższej Szkole Handlowej. W 1932 roku współpracował jako ekspert prawa państwowego z Kurtem von Schleicherem nad tajnym projektem delegalizacji NSDAP, którego teoretyczne podstawy wyraził w pracy Legalność i prawomocność.

### Okres nazistowski
Schmitt wstąpił do NSDAP 1 maja 1933, a w czerwcu został mianowany przez Göringa Preußischer Staatsrat, w listopadzie zaś – prezesem Vereinigung nationalsozialistischer Juristen (pol. Związku Prawników Narodowo-Socjalistycznych). W tym samym roku został profesorem na Uniwersytecie Berlińskim (posadę piastował do zakończenia II wojny światowej), wcześniej jednak wykładał na Uniwersytecie Kolońskim na semestrze letnim. Wtedy też nazistowska gazeta z Kolonii „West-deutscher Beobachter” (z 5 maja 1933) entuzjastycznie powitała Schmitta na uniwersytecie jako „koronnego jurystę Rzeszy” (niem. „der Kronjurist des Reiches”). Sama nazwa, w zmienionej formie jako „koronny jurysta Trzeciej Rzeszy” (niem. „der Kronjurist des Dritten Reiches”), rozeszła się po świecie za sprawą Waldemara Guriana, ucznia Schmitta, który w 1933 wyemigrował do Szwajcarii. Popierał palenie „nieniemieckich” i „antyniemieckich” książek, nawoływał do włączenia do tych kategorii także dzieł autorów inspirowanych przez żydowskie idee. Uważał swoje teorie za ideologiczne podstawy dyktatury nazistowskiej i uzasadnienie rządów Führera z punktu widzenia filozofii prawa – szczególnie poprzez pojęcie auctoritas.
Pół roku później – w czerwcu 1934 – Schmitt został wydawcą i redaktorem naczelnym „Deutsche Juristen-Zeitung” (pol. „Gazety Prawników Niemieckich”), w lipcu 1934 opublikował artykuł, w którym usprawiedliwiał morderstwa polityczne nocy długich noży jako „najwyższą formę prawa administracyjnego” (niem. „höchste Form administrativer Justiz”). Schmitta nazwano skrajnym antysemitą także jako przewodniczącego zjazdu nauczycieli prawa w październiku 1936, gdzie domagał się, aby niemieckie prawo zostało oczyszczone z „żydowskiego ducha” (niem. „jüdischer Geist”), posuwając się do żądania, aby wszystkie publikacje żydowskich uczonych były od tej pory oznaczone małym symbolem.
Pomimo to w grudniu 1936 w publikacji SS „Das Schwarze Korps” oskarżono Schmitta o bycie oportunistą, myślicielem państwowym heglowskiego typu i przede wszystkim katolikiem; także jego antysemityzm uznano za zwykłe pozory, cytując przy tym jego wystąpienia, w których krytykował skrajne teorie nazistów. Po tym wydarzeniu Schmitt stracił swe prominentne urzędy i wycofał się ze stanowiska czołowego nazistowskiego prawnika, dzięki Göringowi zachował jednak posadę profesora w Berlinie.

### Czasy powojenne
W 1945 Schmitt został schwytany przez siły amerykańskie; spędził ponad rok w obozie internowania, a po jego opuszczeniu w 1946 powrócił do Plettenbergu – swego rodzinnego miasta. Następnie przeniósł się do domu swej gospodyni Anni Stand w Plettenberg-Pasel. Pomimo izolacji od głównego nurtu naukowej (nie uzyskał katedry na żadnym z zachodnioniemieckich uniwersytetów) i politycznej społeczności kontynuował swe badania (głównie z dziedziny prawa międzynarodowego po 1950) i aż do późnej starości przyjmował gości – swych współpracowników, jak i młodszych intelektualistów. Najważniejsi wśród nich to: Ernst Jünger, Jacob Taubes i Alexandre Kojève.
W 1962 Schmitt dawał wykłady we frankistowskiej Hiszpanii, na podstawie dwóch z nich powstała opublikowana rok później Teoria partyzanta, w której opisywał hiszpańską wojnę domową jako „wojnę o wyzwolenie narodowe” przeciwko „międzynarodowemu komunizmowi”. Schmitt uznał partyzanta za wyjątkowy i znaczący fenomen, który w drugiej połowie XX w. spowodował wyłonienie się nowej teorii wojny.
Schmitt zmarł 7 kwietnia 1985 i został pochowany w Plettenbergu.

## Literatura
Polskie przekłady
- Teologia polityczna i inne pisma, wybór, przekład i wstęp M.A. Cichocki, Znak, Kraków 2000, seria Demokracja. Filozofia i praktyka, ISBN 83-7006-957-6; Teologia polityczna i inne pisma, wybór, przekład i wstęp M.A. Cichocki, Wydawnictwo Aletheia, Warszawa 2012, ISBN 83-61182-79-5.
- Lewiatan w teorii państwa Tomasza Hobbesa, przekład M. Falkowski, posłowie P. Nowak, Prószyński i S-ka, Warszawa 2008, ISBN 978-83-7469-741-5.
- Nauka o konstytucji, przekład Magdalena Kurkowska, Robert Marszałek, wstęp Marek A. Cichocki, Teologia Polityczna, Warszawa 2012, ISBN 978-83-62884-56-8.
- Teologia polityczna 2, tłum. Bogdan Baran, Wydawnictwo Aletheia, Warszawa 2014, ISBN 978-83-62858-51-4.
- Legalność i prawomocność, tłum. Bogdan Baran, Wydawnictwo Aletheia, Warszawa 2015, ISBN 978-83-62858-81-1.
- Dyktatura, przeł. Kinga Wudarska, Warszawa 2016, ISBN 978-83-62609-61-1.
- Teoria partyzanta. Uwagi na marginesie Pojęcia polityczności, tłum. Borys Cymbrowski, Wydawnictwo Krytyki Politycznej, Warszawa 2016, ISBN 978-83-64682-07-0.
- Porządek wielkoobszarowy w prawie międzynarodowym z zakazem interwencji dla sił obcych w danym obszarze: przyczynek do pojęcia Rzeszy w prawie międzynarodowym, przeł. Bogdan Baran, Wydawnictwo Aletheia, Warszawa 2018, ISBN 978-83-65680-34-1.

- Nomos ziemi w prawie międzynarodowym ius publicum Europaeum, przeł. Kinga Widurska, Warszawa 2019, ISBN 978-83-62609-91-8.

Polskojęzyczne opracowania
- Ryszard Skarzyński: Od chaosu do ładu. Carl Schmitt i problem tego, co polityczne. Warszawa: 1992. ISBN 978-83-85479-37-6.

- Paweł Kaczorowski: My i oni: państwo jako jedność polityczna: filozofia polityczna Carla Schmitta w okresie republiki weimarskiej. Warszawa: 1998. ISBN 978-83-7225-005-6. Brak numerów stron w książce

- Paweł Kaczorowski: Państwo w czasach demokracji: Rudolf Smend i Carl Schmitt o istocie porządku państwowego Europy kontynentalnej. Warszawa: 2005. ISBN 978-83-88490-64-4. Brak numerów stron w książce

- Łukasz Święcicki: Carl Schmitt i Leo Strauss: krytyka pozytywizmu prawniczego w niemieckiej myśli politycznej. Warszawa: 2016. ISBN 978-83-60748-93-0. Brak numerów stron w książce
- Jerzy Zajadło, Schmitt, Sopot 2016. ISBN 978-83-88445-57-6.

- Adam Wielomski: W poszukiwaniu katechona: teologia polityczna Carla Schmitta. Radzymin: 2017. ISBN 978-83-60748-92-3. Brak numerów stron w książce
- Arkadiusz Górnisiewicz: Wojna i nomos: Carl Schmitt o problemie porządku światowego. Kraków 2019. ISBN 978-83-24264-27-8.

- Adam Wielomski: Katolik, Prusak, nazista: sekularyzacja w biografii ideowej Carla Schmitta. Radzymin: 2019. ISBN 978-83-60748-92-3. Brak numerów stron w książce
- Paweł Kaczorowski: Świat bez miary, bez powagi, oderwany od ziemi. Carl Schmitt o dziejach XIX i XX stulecia, Warszawa 2021. ISBN 978-83-8090-946-5